# Lijst van weg- en veldkapellen in Roerdalen
Dit is een onvolledige lijst van veldkapellen in de gemeente Roerdalen. Kapelletjes komen vooral in het zuiden van Nederland voor en werden dikwijls gebouwd ter verering van een heilige.
| Kapel                                             | Adres                                           | Plaats           | Bouwperiode                   | Architect       | Foto                                         |
| ------------------------------------------------- | ----------------------------------------------- | ---------------- | ----------------------------- | --------------- | -------------------------------------------- |
| Mariakapel (niskapel)                             | Steegstraat                                     | Herkenbosch      |                               |                 | Mariakapel Herkenbosch                       |
| Onze-Lieve-Vrouw-van-de-Wijngaardkapel (niskapel) | Wijngaardstraat                                 | Herkenbosch      | 1948                          |                 |                                              |
| Onze-Lieve-Vrouw-van-Fatimakapel                  | Wijngaardstraat                                 | Herkenbosch      | 1957                          | H.J.A. Koene    |                                              |
| Kerkhofkapel                                      | Begraafplaats, Kerkberg                         | Melick           | 1867                          |                 | Kerkhofkapel Melick                          |
| Mariakapel                                        | Heinsbergerweg                                  | Melick           |                               |                 |                                              |
| Kruiskapel (niskapel)                             | Linnerweg                                       | Montfort         |                               |                 |                                              |
| Mariakapel (niskapel)                             | Diergaarderweg                                  | Montfort         |                               |                 | Mariakapel Montfort                          |
| Sint-Antoniuskapel (niskapel)                     | Heinsbergerweg                                  | Montfort         |                               |                 |                                              |
| Grafkapel Fam. Geradts                            | Monseigneur Koningstraat-Christinalaan          | Posterholt       | 1865                          | Pierre Cuypers  |                                              |
| Kruiskapel Op de Donk                             | Burgemeester Geradtsstraat (5-sprong)           | Posterholt       | 1925 en 1977                  |                 | Kruiskapel Op de Donk                        |
| Mariakapel                                        | Christinalaan-Mgr. Koningsstraat                | Posterholt       |                               |                 |                                              |
| Onze-Lieve-Vrouwekapel                            | Kerkplein                                       | Sint Odiliënberg |                               |                 | Onze-Lieve-Vrouwekapel Sint Odiliënberg      |
| Sint-Annakapel / Mariakapel                       | Raadhuisstraat-Hoofdstraat-Pastoor Siebenstraat | Sint Odiliënberg | 1949                          | Alphons Boosten | Sint-Annakapel / Mariakapel Sint Odiliënberg |
| Sint-Ludwigkapel (Kerkhofkapel)                   | Begraafplaats, Station                          | Vlodrop-Station  | 1906-1909                     |                 |                                              |
| Mariakapel                                        | Kerkbergweg                                     | Vlodrop          | 1780 en 1996 (renovatie 1995) |                 | Mariakapel Vlodrop                           |